# Констянтин Манасій
Констянтин Манасій (грец. Κωνσταντῖνος Μανασσῆς; прибл. 1130 – c. 1187) — візантійський хроніст, який працював в 12 столітті під час правління Мануїла I Комніна (1143—1180). Він був автором «Сводної хроніки» (Σύνοψις Χρονική), яка оповідає історію від створення світу до кінця правління Никифора III Вотаніата (1081), спонсором якої була севастократорка Ірина Комніна, невістка імператора. Ймовірно, вона була написана близько 1150 року, незадовго до смерті Ірини. Твір складається з близько 7000 рядків політичних віршів. Хроніка отримала велику популярність і з'явилася у вільному прозовому перекладі; її також було перекладено болгарською мовою в 14 столітті (див.: Манасійська хроніка). Арабський переклад, написаний у 1313 році, зараз зберігається в Британському музеї.
Манасій також написав поетичний роман «Любов Арістандера та Каллітеї», також у політичних віршах. Про нього відомо лише з фрагментів, що збереглися в розарії Макарія Хризокефала (XIV ст.). Манасій також написав коротку біографію Оппіана та кілька описів (усі, крім одного неопублікованого) на мистецькі та інші теми.
Близько 1160 року він брав участь у посольстві до Святої Землі та розташованих там держав хрестоносців від імені візантійського імператора. Про подорож до Святої Землі, яка не була приємною для автора, він розповідає у своєму творі «Годоіпорікон».
Деякий час він перебував на Кіпрі, а потім повернувся до Константинополя в 1162 році. Його смерть сталася між 1173 і 1187 роками.